# Стерпаро (Изернија)
Стерпаро је насеље у Италији у округу Изернија, региону Молизе.
Према процени из 2011. у насељу је живело 31 становника. Насеље се налази на надморској висини од 389 м.